# Airbus A330-743L BelugaXL
De Airbus A330-743L BelugaXL is een speciaal type vrachtvliegtuig voor volumineuze vracht. Dit toestel is de opvolger van de Airbus' Super Guppy en Airbus A300-600ST Beluga. De naam is afgeleid van de witte dolfijn, de beloega, in Engelstalige transliteratie beluga. Het eerste toestel vloog een eerste maal op 19 juli 2018. De BelugaXL wordt door Airbus vanaf 2019 gebruikt voor transport van goederen en onderdelen tussen de elf verschillende vestigingen van het bedrijf, bijvoorbeeld tussen Hamburg en Toulouse.
Het toestel is niet te koop, en kan niet worden geleased. Incidenteel kan het mogelijk in de toekomst worden verhuurd voor bijzondere transporten zoals dit ook met een Airbus Beluga mogelijk is.

## Ontwikkeling
In 2013 konden de vijf oorspronkelijke Beluga's de opdrachten ingevolge de productiegroei niet langer aan. Airbus evalueerde in eerste instantie de Antonov An-124 en An-225, de Boeing C-17, de Boeing Dreamlifter en de eigen Airbus A400M alvorens een eigen ontwerp als optie te bestuderen. Het programma werd gelanceerd in november 2014 om vijf vliegtuigen te bouwen ter vervanging van de bestaande vijf Beluga's, de ontwerpkeuzes werden vastgelegd op 16 september 2015.

## Ontwerp
De BelugaXL is een speciale versie van een Airbus A330-200, en is eveneens een tweemotorig straalvliegtuig. 
De nieuwe romp is 6,9 m langer en 1,7 meter breder dan de Beluga, en het toestel kan 6 ton zwaarder laden. Het toestel vliegt aan een snelheid van 0,69 mach op 35.000 voet vlieghoogte. De actieradius volledig beladen en volgetankt wordt 2.200 nmi of 4.000 km in vergelijking met de oorspronkelijke beperkte 900 nmi of 1.700 km van de Beluga. Omwille van het gewenste gemeenschappelijk zwaartepunt is het voordekse deel gebaseerd op de A330-200. De versterkte vloer en structuur zijn overgenomen van de A330-200F. Het achterdekse deel is gebaseerd op de A330-300. 
Aan beide staartvinnen zijn verticale stabilisatoren bevestigd. De cockpit is wat verlaagd ten opzichte van de gewone versie van een Airbus A330, en de romp is fors verhoogd. Boven de cockpit bevindt zich de laaddeur. Het laadruim is 2600 m3 groot (1.400 bij de Beluga), en kan een complete romp van bepaalde Airbus modellen bevatten, of een deel van de romp van een groter vliegtuig, of vleugeldelen.
Met 30% meer laadvermogen dan de bestaande Beluga, kan de BelugaXL twee A350 XWB vleugels gelijktijdig transporteren tegen één met een Beluga. 

## Productie
De onderkant van de romp van het vliegtuig werd geassembleerd op de finale assemblagelijn van de A330, waarna deze halve romp werd verplaatst naar een andere eenheid (montagehal L34) voor het proces van het monteren van de bovenste romp en de neergelaten neusromp, wat een klein jaar in beslag nam. Het eerste deel voor het eerste toestel was in november 2016 in Toulouse aangekomen. De definitieve assemblage begon op 8 december 2016. De eerste grote delen hiervoor, één centrale en twee zijpanelen aan de achterkant, kwamen aan voor eindmontage in Toulouse op 12 april 2017, afkomstig van de fabriek van Aernnova in Berantevilla, Spanje.
Gebouwd door Stelia Aerospace in Méaulte, werd het 8.2 ton zware neusgedeelte, 12 × 4m groot, opgeleverd in mei 2017. Het 9 m brede, 8 m lange en hoge en 2.1 ton zware bovenste voorste rompdeel, wat een kader vormt voor de vrachtdeur, werd opgeleverd van Stelia vestiging Rochefort op 7 juli 2017. De 3.1 ton zware 10m lange en 8m hoge deur werd opgeleverd door Stelia Rochefort in september 2017.
In oktober 2017 was 75% van de structurele assemblage van de eerste BelugaXL uitgevoerd. De inrichting van de systemen, mechanische en elektrische integratie was toen bezig en werd afgewerkt alvorens de reeds geleverde staartelementen werden geïntegreerd. Na het koppelen van de verticale vin, staartconus en horizontale stabilisator met inbegrip van de buitenste verticale oppervlakken, volgde midden november de bevestiging van de belangrijkste vrachtdeur vooraan. Deze montage werd afgewerkt in december 2017. 

### Testen
De eerste BelugaXL rolde op 4 januari 2018 uit de assemblagelijn, ongeverfd en zonder motoren. Na het aanbrengen van de motoren in maart 2018, volgden meerdere maanden testen op de grond om de systeemwerking te beoordelen. Ook het brandstofsysteem werd getest. Tegelijkertijd werden werkbanktests en simulaties uitgevoerd zowel in Toulouse als in Hamburg, waarbij met flight simulators en in laboratoria vluchtbelastingen worden gesimuleerd op kopieën van specifieke verbindingen tussen de bovenste "opgeblazen" romphelft en de onderste romp op ware grootte. Het toestel passeerde succesvol de Ground Vibration Test begin juni 2018, waarbij het Office national d'études et de recherches aérospatiales (ONERA) en het Deutsches Zentrum für Luft- und Raumfahrt (DLR) het dynamische gedrag ervan vergeleken met theoretische modellen gemeten in de labs. Na alle testen diende het vliegtuig terug "opgeruimd" te worden voor de werkelijke testvluchten en de certificering.
Op 19 juli 2018 vloog de eerste BelugaXL, de F-WBXL, een allereerste testvlucht. Het verdere testproces vergt een tiental maanden, met tussen de 600 en 1.000 testvluchturen waarna de formele vluchttest kan doorlopen worden en bij geslaagde certificatie de afwerking tegen midden 2019 wordt voorzien.  Een tweede vliegtuig is ook al in productie waarbij de conversie in maart 2018 als 30% volledig werd beschouwd. Het tweede vliegtuig zal in december 2018 de eindmontagelijn ingaan. Op dat moment start ook de conversie van het derde toestel. Airbus plant een levering per jaar tussen 2019 en 2023.

## Vloot
De bestaande Beluga's worden niet uit dienst genomen als de BelugaXL zal worden geïntroduceerd; een gemengde vloot moet ten minste vijf jaar opereren omdat de hogere productiesnelheid van vliegtuigen met een enkel gangpad de mogelijkheid vereist om meer onderdelen te verplaatsen. De toestellen van de huidige Beluga-vloot vlogen samen meer dan 10.000 uur in 2017 met tot vijf vluchten per dag, zes dagen per week, wat een verdubbeling vertegenwoordigt in vergelijking met 2014 en betekent dat de toestellen gegeven de tijd voor laden, lossen en onderhoud weinig reservecapaciteit meer bieden. 
Niet enkel de toename van toestellen wordt beoogd, ook de efficiëntie van een groter laadvermogen. Een originele Beluga heeft driemaal meer vluchttijd nodig om de A330-delen te verplaatsen in vergelijking met de delen van een A320, voor het transport van alle benodigde A350-onderdelen voor een toestel zijn tot negen vluchten nodig. De Airbus BelugaXL met grotere transportcapaciteit zal hier een belangrijke rol spelen, bv. doordat de twee vleugels van een Airbus A350 in een vlucht van de constructiesite in Broughton in North Wales vervoerd zullen kunnen worden tot in Toulouse, in plaats van de huidige twee vluchten.
De gecombineerde Beluga- en BelugaXL-vloot in eigen dienst voor Airbus zal minstens stijgen naar acht wanneer de eerste drie XL's worden geleverd, aangezien de vijf originelen in dienst blijven voordat ze ten vroegste vanaf 2025 worden teruggetrokken of verkocht. De huidige vijf toestellen, in dienst genomen tussen 1995 en 1999 bereikten in 2015 ook nog maar de helft van hun verwachte levensduur, dus zo nodig zou bij dalende behoeften ook een andere exploitant ze kunnen gebruiken voor civiele of militaire logistieke toepassingen.

## Specificaties
Gegevens van website Airbus
Algemene karakteristieken
Nuttige lading: 53 ton payload
Lengte: 63,1 m
Spanwijdte: 60,3 m
Hoogte: 18,9 m
Vleugeloppervlak: 361,6 m2
Slankheid: 10,1
Max startgewicht: 227.000 kg
Maximaal landingsgewicht: 187 t
Maximaal nul brandstofgewicht: 178 t
Leeggewicht: 125 t
Fuselagediameter: 8,8 m
Lading: 2,615 m3 volume
Vliegtuigmotor: 2 × Rolls-Royce Trent 700 turbofan, 316 kN stuwkracht per stuk
Prestatie
V-snelheid: 0,69 mach
Actieradius: 4.074 km; (2.200 nmi) bij maximaal laadvermogen